# Edith Weymayr
Edith Weymayr (* 14. Juli 1964 in Amberg (Oberpfalz)) ist eine deutsche Bankmanagerin. Sie ist seit 1. Januar 2020 Vorsitzende des Vorstands der L-Bank, der Förderbank des Landes Baden-Württemberg. Von Februar 2016 bis Ende 2019 war sie Bereichsvorständin in der Mittelstandsbank der Commerzbank AG.

## Leben
Nach dem Abitur studierte sie Betriebswirtschaftslehre an der Universität Bayreuth.
1990 begann sie ihre berufliche Laufbahn als Risikomanagerin bei der Commerzbank.
Von Juli 2004 bis Juni 2006 war sie als Finanzierungsberaterin bei der Wirtschaftsprüfungsgesellschaft KPMG tätig.
Im Juli 2006 trat Edith Weymayr wieder in die Dienste der Commerzbank ein. Hier war sie bis September 2010 als Leiterin des Financial Engineering Center verantwortlich für die Beratung mittelständischer Unternehmen für die Region Süddeutschland. Anschließend war sie Bereichsleiterin Vertriebs- und Kreditmanagement.
In den Jahren 2013 bis 2015 verantwortete sie als Regionalvorständin Asien das Firmenkundengeschäft in China, Hongkong, Japan und Singapur.
Von Anfang 2016 bis Ende 2019 war Edith Weymayr Bereichsvorständin in der Mittelstandsbank der Commerzbank und leitete das Firmenkundengeschäft in Baden-Württemberg und Bayern.
Der Ministerrat von Baden-Württemberg hat Edith Weymayr zum 1. Januar 2020 zur Vorsitzenden des Vorstands der L-Bank bestellt. Sie ist die erste Frau an der Spitze des landeseigenen Förderinstituts.
Edith Weymayr ist Mitglied des Vorstands des  Bundesverbandes Öffentlicher Banken Deutschlands (VÖB) und des Beirats der Hauptverwaltung in Baden-Württemberg der Deutschen Bundesbank.

## Weblink
- Lebenslauf auf www.l-bank.info

| Personendaten    | Personendaten          |
| ---------------- | ---------------------- |
| NAME             | Weymayr, Edith         |
| KURZBESCHREIBUNG | deutsche Bankmanagerin |
| GEBURTSDATUM     | 14. Juli 1964          |
| GEBURTSORT       | Amberg (Oberpfalz)     |